# 前田俊介
前田俊介（1986年6月9日—），已退役日本足球運動員，前日本20歲以下足球代表隊成員。

## 俱乐部生涯
2004年，前田俊介在廣島三箭开始足球生涯。2007年转会至大分三神，2010年转会至FC東京，2012年转会至札幌岡薩多，2016年转会至鳥取飛翔。

## 日本國家足球隊
前田俊介参加了2005年世界青年錦標賽。

## 外部連結
- 前田俊介 – FIFA國際賽競賽紀錄 (存檔)
- 日本職業足球聯賽中的前田俊介 （日語）